# أبو بكر بن اللبانة
 أبو بكر محمد بن عيسى بن محمد اللخمي الداني المعروف بابن اللبانة (؟ - 507 هـ/1113م) هو شاعر أندلسي عاش خلال القرن الخامس الهجري (الحادي عشر الميلادي)، كان من أهمّ وأشهر شعراء عصره، وقد كان مقرَّباً إلى الكثير من ملوك الطوائف وكان يكثر من مدحهم بقصائده، خصوصاً المعتمد بن عباد حاكم إشبيلية ولاحقاً ناصر الدولة مبشر بن سليمان حاكم ميورقة، وكذلك المعتصم بن صمادح حاكم ألمرية. ظلَّ مخلصاً لابن عبَّاد حتى بعد سقوط دولته وأسره، واستمرَّ بالتردد عليه لزيارته. إضافة إلى الشعر، توسَّع ابن اللبانة في الفقه والأدب، وبدأ العمل خلال حياته على عدَّة مصنَّفاتٍ إلا إنَّه لم ينهها.
ولد في مدينة دانية الأندلسية، ويُنسَب إليها. وقد كُنِّي بـ«ابن اللبَّانة» لأن والدته كانت تعمل ببيع اللبن. لم يبدأ باستحدام شعره في مديح الحكام حتى وقتٍ متأخّر من حياته، لكنه نجح بعد ذلك بالتقرُّب من الكثير من ملوك الطوائف الكبار.

## علاقته بالمعتمد
كان ابن اللبانة من الشعراء المقرَّبين والمحببين إلى المعتمد بن عباد حاكم إشبيلية. وقد قال قصيدة طويلة يصف رحيل المعتمد عن إشبيلية بعد أن اقتاده المرابطون أسيراً منها:
داوم ابن اللبانة على زيارة المعتمد في أسره لفترةٍ طويلة، وتردَّد عليه عدة مرات في أغمات يجالسه ويتبادل معه رسائل الشعر، وقد ألَّف ابن اللبانة كتاباً كاملاً عن تاريخ دولة بني عبَّاد أثناء أسر المعتمد أطلق عليه «السلوك في وعظ الملوك»، وكذلك جمع للمعتمد أشعاره في كتابٍ أسماه «سقيط الدرر ولقيط الزهر». ويقول الفتح بن خاقان في إحدى قصائد ابن اللبانة للمعتمد: «ندبه بكلِّ مقال يلهب الأكباد، ويُثير فيها لوعة الحارِث بن عباد، أبدع مِن أناشيد معبد، وأصْدع للكبد مِن مراثي أربد، أو بكاء ذِي الرمة بالمربد، سلَك فيها للاختفاء طريقًا لاحبًا، وغدَا فيها لذيول الوفاء ساحبًا».

## كتبه
هناك ثلاثة كتب معروفة ألَّفها ابن اللبانة، هي:
- مناقل الفتنة.
- نظم السلوك في وعظ الملوك (رثاءً لبني عبَّاد).
- سقيط الدرر ولقيط الزهر.

## وصلات خارجية
قصيدة «تبكي السماء» كامة